# Oboe d'amore
L'oboe d'amore, meno comunemente oboe d'amour, è uno strumento a fiato.

## Lo strumento
L’oboe d'amore appartiene alla famiglia degli strumenti ad ancia doppia ed è molto simile ad un oboe, ma leggermente più grande e con un tono più tranquillo e sereno che lo fanno considerare il mezzosoprano ed il contralto della famiglia degli oboi. L'oboe d'amore è accordato ad una terza minore sotto quella dell'oboe moderno, risultando quindi uno strumento traspositore in La. La campana ha la forma di una pera e il bocchino è simile a quello del corno inglese.
L'oboe d'amore fu realizzato nel XVIII secolo e venne usato per la prima volta dal compositore Johann Christoph Graupner in Wie wunderbar ist Gottes Güt. Johann Sebastian Bach scrisse diversi pezzi per questo strumento fra cui un concerto, diverse cantate, il Quia respexit humilitatem ancillae suae del Magnificat e lo In Spiritum Sanctum della Messa in Si minore. Anche Georg Philipp Telemann scrisse, occasionalmente, musica per questo strumento. Dopo aver acquisito molta popolarità, cadde in disuso per tutto l'Ottocento. Soltanto nel XIX secolo compositori come Richard Strauss (p. es. nella Sinfonia domestica dove lo strumento rappresenta un bambino), Claude Debussy nelle Images per orchestra in cui, nel brano Gigues, l'oboe d'amore ha un lunghissimo assolo, Maurice Ravel nel cui Boléro l'oboe d'amore duetta con il clarinetto in mi♭, Frederick Delius e molti altri iniziano a reintrodurre lo strumento.
Vi sono alcuni strumentisti noti che suonano l'oboe d'amore concentrandosi soltanto in questo strumento; fra questi si ricorda Jennifer Paull, nata nel Regno Unito, che si diplomò in oboe a Londra per poi optare per l'oboe d'amore.
Fra i fabbricanti moderni di oboe d'amore si possono citare il londinese T. W. Howarth (strumenti in ebano o palissandro), l'italiano Patricola, F. Lorée a Parigi (strumenti in ebano) ed altri come i francesi Rigoutat, Fossati e Marigaux. Uno strumento moderno costa circa 7 500 euro (nel 2008), simile a quello di un corno inglese. Il prezzo elevato e la scarsa richiesta fanno sì che molti oboisti non posseggano questo strumento e lo noleggino quando debbono eseguire un pezzo che ne richieda l'impiego.